# 制服捜査
『制服捜査』（せいふくそうさ）は、佐々木譲による日本の短編警察小説。
「駐在警官・川久保篤シリーズ」の第1作。北海道警察の組織ぐるみの不祥事による人事の改革により、田舎町への単身赴任にての駐在所勤務で、町で起こるいくつかの事件への関わりを5編の短編小説としてまとめたもの。2013年にはテレビドラマ化された。主演は内藤剛志。2007年版の『このミステリーがすごい!』で第2位となった。

## 収録作品
- 逸脱（『小説新潮臨時増刊号』〈2004年2月））
- 遺恨（『小説新潮』2004年12月号）
- 割れガラス（『小説新潮』2005年4月号）
- 感知器（『小説新潮』2005年7月号）
- 仮装祭（『小説新潮』2005年10月号）

## あらすじ

### 逸脱
志茂別駐在所に異動して4日目の夜、「近くの町営墓地で誰かが喧嘩しているようだ」と通報が入る。だが、押しかけていた防犯協会長ら3人に執拗に勧められ、断りきれずに酒を飲んでしまっていた川久保は答えに窮する。すると、防犯協会長が通報者を取りなし、その場は収まった。
翌日の日曜日、山岸明子という女性が、高校生の一人息子・三津夫が昨日の午後に友達のところに遊びに行ったきり戻って来ない、と連絡をしてくる。三津雄が行ったはずの友達に聞いても、知らないという答えしか返ってこず、そもそも「友達」という関係より使い走りのようだったという証言が多く出てくる。
そして翌朝、三津雄の遺体が発見される。死後1日以上が経過しているとのことだったが、前日に川久保がそこを通った時には何もなかった。広尾署の交通係係長は、気付かなかっただけだと断定し、単純な事故として処理してしまう。
これは事故に見せかけた偽装殺人だと、再捜査を要求するが、請け合ってもらえない。事件は約半年後に驚くべき結末を迎える。

### 遺恨
晩秋と初冬の境目とも言える季節、酪農家・大西の飼い犬が、猟銃で射殺される。至近距離から散弾銃で撃たれたようで、顔があったはずの位置にそれはなかった。
とりあえず地元猟友会のメンバーに当たってみようと川久保が最初に訪ねたのは、産廃を違法に処理する篠崎征男。大西の犬が殺される心当たりはないと話すが、後に片桐に話を聞くと、大西は篠崎の牧場で働く中国人研修生の待遇を問題視し、もめていたというのだ。
2日後、篠崎征男の息子・章一から、父親が血まみれで倒れていると通報が入る。川久保が現場に駆けつけると、既に篠崎の息はなく、牧場で働いていた3人の中国人研修生と車が1台消えていた。事件は、低賃金で自由を与えられていなかった中国人が耐えかねて、主人を殺し逃亡したものだと推測された。
だが川久保は、あまりにも見方が単純すぎると感じ、独自に情報を集める。すると、章一は征男の前妻の子だが、実の子ではないと噂があったこと、章一の母親の不審死など、篠崎家の様々な事情を知ることとなる。
TVドラマ版第1作の原作となった。

### 割れガラス
子どもが恐喝されていると連絡を受け、現場のバスターミナルに急行した川久保。だが既にそこに人影はなかった。通報者によると、傍にいた男が助けたという。大きなカバンを持った見慣れぬ男を不審に思った川久保だが、その男・大城は、地元の工務店の新しい大工だと判明する。大城は前科者だったが、実直で真面目な男だった。
それから間もなく、川久保はAコープの店長から万引きの連絡を受ける。万引きをしたのは山内浩也、例の恐喝の被害者だった少年だ。浩也は義父の命令で食事を与えて貰えておらず、空腹のあまりの犯行だった。
川久保の仲介で浩也は大城の下で大工見習いとして働き始める。暗くか細かった浩也は次第に快活になり、大城にもよく懐き、自分に自信が持てるようになっていた。
だが、町の有力者らに、大城が町に来て以来傷害・車上荒らしなど犯罪が増えている、大城に前科があるせいだ、町から追い出せと要求される。川久保は大城のことを庇うが、非番で札幌の家族の元へ行っていた間に事態は急展開していた。

### 感知器
空き家が不審火の火災被害に遭った。5日前にも同じような火災があったが、そちらは若者の火の不始末だろうと思われていた。
現場を通りかかった防犯協会メンバーの大路によると、最近「ここの波動が良い」と言っているカルト系の不審者や、浮浪者と思しき人物が目撃されているらしい。また、町の中心部の志茂別川には、カヌー好きの旅行者がキャンプをしながら長逗留しているようだった。
そして、恐れていた3件目・4件目の火災が連続して発生する。2件目と4件目の現場の冷蔵庫からは食べ物が消えており、犯人は腹を空かせているのではと推測された。そして、2件目以降の建物の所有者には、合併推進派だった町の有力者たちという共通点が挙げられた。
本部捜査員が密行を行うために、住人らの夜回りを中止させた日、大路の事務所で5件目の火災が発生する。そして時を同じくして、容疑者と思しきホームレスが住居不法侵入罪で逮捕された。だが、取り調べに対して男は、5件目の犯行だけは否認する。
TVドラマ版第3作の原作となった。

### 仮装祭
13年前の夏に起こった、未解決の少女失踪事件。前任者に引き継ぎを受けた時から、川久保が最も気になっていた事件だった。
13年前の夏祭りの夜、町の広場で催されていた仮装盆踊り大会の最中、別荘に滞在中だった横浜の7歳の少女・亜矢香が行方不明になった。その年以来中止されていた仮装盆踊りと歌謡ショーが復活し、13年前の事件を想起させる今年の賑わいに、川久保は漠然とした不安を抱く。
広場を見渡すと、子どもたちを凝視するサングラスをかけた垢抜けた40代の女と、広場を真剣に見つめる初老の男が目に付く。片桐によると、初老の男は失踪事件があった当時の駐在・竹内だった。そして竹内によると、女は失踪した亜矢香の母・大月だった。
竹内に当時の詳しい事情を聞くと、事件の約1か月前にあった出来事のせいで、住民と警察の間に溝が生じ、それが亜矢香の捜索に悪影響を及ぼしたという。
そして恐れていた事態が発生する。娘・沙織が見当たらない、と男性が慌ててやって来る。沙織はかつての亜矢香と同じような仮装で祭りに参加していた。しかも、両親が付けた覚えがないが、大月には見覚えのあるティアラを付けていた。まさか亜矢香を連れ去った誘拐犯がまた？同じことを繰り返すまいと、川久保は緊急に捜索を要請する。
TVドラマ版第2作の原作となった。

## テレビドラマ
2013年8月12日、TBS系列「月曜ゴールデン」にて放送された。全3作。2作目の「遺恨」を原作としている。原作の舞台は北海道志茂別であるが、ドラマでは青森県八戸市に置き換えている。2016年2月1日に「仮装祭」を原作とした第2作が放送された。同年8月22日には放送枠を『月曜名作劇場』に変更して放送された。

### キャスト

#### 主人公とその家族
川久保篤
演 - 内藤剛志
経歴：青森西警察署刑事課強行犯係
→ 八戸中央警察署種差海岸駐在所
巡査部長。警察官として25年の捜査畑一筋。以前は青森西署刑事課強行犯係刑事であったが、同じ管区に10年勤めた者を対象とした県警本部の管理強化のための人事異動で八戸中央警察署種差海岸駐在所勤務となる。駐在警官を警察官の原点と考えているが、刑事の癖が抜けず、捜査に首を突っ込んでしまう。青森市にある家のローンと娘の大学の通学の事を考え、単身赴任中。
川久保紀子
演 - 手塚理美
篤の妻。刑事を取り上げられた夫を心配し、単身赴任の夫の事を考え、購入した家を手放すことを検討している。
第3作では夫のもとへ移り、娘とは離れて暮らしている。
川久保美奈子
演 - 山本ひかる
篤の娘。大学生。運転免許取得のために教習所通いをしている。殺人事件専門の鬼刑事と周囲に思われていた父が駐在所勤務になって、穏やかで丸くなったと変化を見ている。
第3作では青森市内の家で一人暮らしを始めている。

#### 八戸中央警察署
橋爪大吉
演 - 菅原大吉
地域課 課長。南係長と同じく、刑事事件に首を突っ込む川久保を諫める立場。南と比べると全体的に腰が低い。
原作『暴雪園』にも地域課の課長が登場しているが、名前は「伊藤」であり性格も異なる。
斉藤克子
演 - 竹内都子
地域課員。包容力のある中年婦警で、よく川久保の肩を持つので南係長に怒られている。
南孝義
演 - せんだみつお（第2作 - ）
地域課 係長。刑事事件に首を突っ込む川久保を諫める他、自分の面子が潰れることを気にしており必要がなければ動こうとしない。基本的に上役には頭の上がらないタイプで、逆に部下の克子には高圧的な態度を取る。川久保から単独捜査の黙認を必死に懇願された時はなにも言い返せず許可したり、その川久保事件を解決した時は誰よりも喜ぶなど決して非情というわけではない。
原作では川久保に対しても高圧的で面倒事を嫌う人物として描かれている。しかしそこまで非協力的と言うわけではない。

#### 八戸市の住民
片桐吾郎
演 - 尾藤イサオ
防犯協会役員。元郵便局員で、生き字引という位町の事に精通している。
原作では防犯協会役員ではなく、市民の立場から川久保に協力する。
吉倉三郎（第1作） → 吉倉忠（第2作 - ）
演 - 佐藤蛾次郎
防犯協会会長。片桐とは囲碁や将棋をする相手でもある。「〜だべ」と方言を使う。
原作では「吉倉忠」という名前であり、第2作からこちらの名前に代わった。
大西徹
演 - 中西良太
防犯協会役員。大西牧場主。
第1作では家族同然の飼い犬が散弾銃で殺されるも、器物損壊罪で扱われ不満を持つ。短気で切れやすい性格で、犬の件を篠崎征男と疑う。
原作では『遺恨』の一話限りに登場。

#### ゲスト

##### 第1弾「制服捜査」
- 池畑（八戸中央警察署刑事課 主任） - 笠兼三
- 丸山（青森西警察署刑事課強行犯係 刑事・川久保篤の元同僚） - 高田賢一
- 柴田（青森西警察署刑事課強行犯係 刑事・川久保篤の元同僚） - 寿大聡[3]
- 長嶺（八戸中央警察署刑事課 刑事） - 菊池隆志
- 木崎（八戸中央警察署刑事課 刑事） - 伊藤佳範
- 久松（20年前の八戸中央警察署刑事課 主任） - 黒部進
- 篠崎征爾（征男と信子の息子・章一の腹違いの弟） - 鈴木勇介
- 揚向前（篠崎牧場の中国人研修生） - 湯川尚樹[4]
- 林桂根（篠崎牧場の中国人研修生） - 浅野真哉
- 真砂（冒頭の強盗殺人犯） - 真砂豪[5]
- 篠崎菊江（征男の前妻・20年前焼死） - 中村恭子[6]
- 篠崎章一（征男と菊江の息子） - 木ノ本嶺浩（3歳：村松怜）
- 白石善三（白石開発興業 社長） - 青山勝
- 篠崎信子（征男の後妻） - 神保美喜
- 良枝（菊江の妹・小料理屋「山き」女将） - 山崎直子
- 篠崎征男（篠崎牧場主） - 国広富之
- 宮越幸造（八戸中央警察署地域課 係長・警部補） - 中原丈雄

##### 第2弾「制服捜査2」
- 藤本沙織（行方不明の少女） - 安藤美優
- 藤本由紀子（沙織の母親） - 小林綾子
- 藤本昭（沙織の父親） - 菊池隆志
- 大月亜矢香（13年前に行方不明になった少女） - 安生悠璃菜
- 大月啓子（亜矢香の母親） - 高岡早紀
- 大和田浩二（八戸中央警察署刑事課 刑事） - 笠兼三
- 竹内勇三（13年前の駐在員） - 片桐竜次
- 米山巌男（防犯協会前副会長） - 林与一
- 服部昭彦（13年前の防犯協会の会長、4年前に死去） - 黒部進
- 菅原芳雄（昭彦の隠し子） - 荒木宏文
- 菅原春江（婦人会世話役、芳雄の叔母） - 棟里佳
- 塩川隆（芳雄の不良仲間） - せんだ雄太
- 前川正一（川久保の後輩警官） - 寿大聡[3]
- 高野幸吉（川久保の後輩警官） - 山中崇史
- 戸崎進（刑事） - 真砂豪[5]

##### 第3弾「制服捜査3」
- 大路孝輔（大路製材所の地主） - 柴俊夫
- 大路和雄（孝輔の息子） - 佐藤銀平
- 大路佑子（和雄の妻） - 白石美帆
- 温子（防犯協会会員） - 松井紀美江
- 綾（酔い処かこいの店主、孝輔の元愛人） - 渡辺梓
- 前川巡査（川久保の部下） - 池田良
- 山口巡査（川久保の部下） - 寿大聡[3]
- 長嶺警部（八戸中央署刑事課） - 笠兼三
- 中島刑事（八戸中央署刑事課） - 草野とおる
- 佐久間（町議会議員） - 藤原光博
- 野口明（連続放火指名手配犯、死体となって発見される） - 高橋ひろ無

### スタッフ
- 脚本 - 峯尾基三
- 監督 - 金佑彦
- 音楽 - 吉川清之
- 技術協力 - アップサイド（1.3）、WING-T（2）、Kカンパニー（2.3）
- 仕上げ協力 - ブル、東映デジタルセンター
- ロケ車輌 - ストロングワーク
- 美術協力 - 高津装飾美術、東京美工、紀和美建
- 衣裳 - 東京衣裳
- ヘアメイク - MARVEE
- ロケ協力 - 八戸市、八戸観光コンベンション協会、あおもりフィルムコミッション、種差観光協会　ほか
- 警察監修 - 倉科孝晴(チーム五社)
- 映像提供 - 青森県、T3Media
- プロデュース - 金丸哲也
- 製作 - TBS、東映

### 放送日程
| 放送日        | タイトル | 原作                            | 脚本     | 監督   | ロケ地（青森県八戸市）                              |
| ------------- | --- | ------------------------------- | -------- | ------ | --------------------------------------------------- |
| 2013年8月12日 | 制服捜査 敏腕刑事が左遷で青森・八戸の駐在所へ… 牧場主が猟銃で惨殺された！20年前の不審な火事と妻の死？ 制服警官が知った哀しい親子の愛 | 「遺恨」 （「制服捜査」所収）   | 峯尾基三 | 金佑彦 | 種差海岸、蕪島                                      |
| 2016年2月01日 | 制服捜査2 蕪島祭りで起こった少女誘拐と13年前の少女失踪の制服捜査                                                                     | 「仮装祭」 （「制服捜査」所収） | 峯尾基三 | 金佑彦 | 種差海岸、蕪島、是川遺跡、更上閣主屋、湊町 (八戸市) |
| 2016年8月22日 | 制服捜査3 平和な町を揺るがす連続放火事件 町村合併 火災保険 事件の裏の思惑 不自然な焼死体が示す真実とは                               | 「感知器」 （「制服捜査」所収） | 峯尾基三 | 金佑彦 | 種差海岸、厳島神社、山の楽校、                      |